# Asplenium hungaricum
Asplenium hungaricum är en svartbräkenväxtart som beskrevs av Fraser-jenk. och Vida. Asplenium hungaricum ingår i släktet Asplenium och familjen Aspleniaceae. Inga underarter finns listade.